# Tunesienfeldzug
1940: Italienische Invasion Ägyptens – Operation Compass
1941: Unternehmen Sonnenblume – Belagerung von Tobruk – Operation Battleaxe – Operation Crusader
1942: Unternehmen Theseus – Erste Schlacht von El Alamein – Schlacht von Alam Halfa – Zweite Schlacht von El Alamein – Operation Torch
1943: Tunesienfeldzug
Der Tunesienfeldzug in Nordafrika war eine militärische Auseinandersetzung im Zweiten Weltkrieg zwischen alliierten und deutsch-italienischen Truppen (November 1942 – 13. Mai 1943). Der Feldzug endete mit der Kapitulation von fast 250.000 deutschen und italienischen Soldaten bei Tunis. Sie wurde in Anspielung auf die Niederlage der Wehrmacht in der Schlacht von Stalingrad Ende Januar 1943 von vielen Deutschen insgeheim als Tunisgrad bezeichnet.

## Hintergrund
Nach der entscheidenden Niederlage der Achsenmächte bei El Alamein (November 1942) und der Landung alliierter Truppen in Marokko und Algerien (Operation Torch, November 1942) zogen sich die deutschen und italienischen Verbände der Panzerarmee Afrika aus Libyen nach Tunesien zurück, um sich dort dem anglo-amerikanischen Vormarsch aus dem Westen und auch der von Osten aus Libyen vorrückenden britischen 8. Armee General Montgomerys in den Weg zu stellen.

## Verlauf

### Anfangsphase

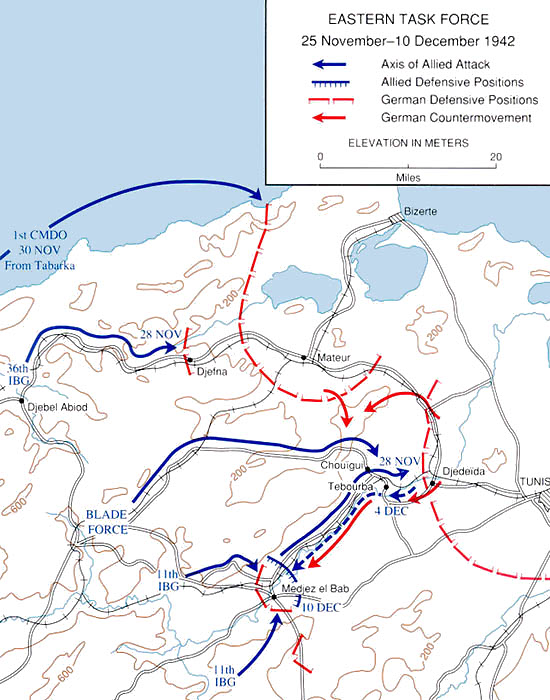
Anfangsphase der Kämpfe im Nordwesten

Im November 1942 wurden mehrere deutsche und italienische Divisionen aus Frankreich und Italien nach Tunesien verlegt, wo sie in der 5. Panzerarmee unter dem Befehl von General Hans-Jürgen von Arnim zusammengefasst wurden. Sie standen von Ende November bis Dezember 1942 im Nordwesten Tunesiens in Abwehrkämpfen mit den aus Westen vorrückenden westalliierten Truppen, die nach Anfangserfolgen der Angreifer zunächst zum Rückzug der Alliierten führten. Diese bauten ihre Kräfte im Westen weiter auf und fassten sie zum Jahreswechsel unter dem Kommando der britischen 1. Armee unter General Kenneth Anderson zusammen, die später auf insgesamt vier Korps anwuchs (zwei britische, ein amerikanisches und ein französisches).
Am 23. Januar besetzten britische Einheiten Tripolis.
Anfang Februar 1943 besetzte die vor der britischen 8. Armee zurückweichende italienische 1. Armee (ehemals Panzerarmee Afrika) unter General Giovanni Messe gemeinsam mit dem Deutschen Afrikakorps den südlichen Teil Tunesiens und insbesondere die an der tunesisch-libyschen Grenze gelegene Mareth-Linie. Diese Linie hatte Frankreich von 1936 bis 1940 stark ausgebaut, um seine Kolonie Französisch-Nordafrika gegenüber der italienischen Kolonialmacht in Italienisch-Libyen zu schützen.
Am 23. Februar 1943 wurde Rommel Oberbefehlshaber der Heeresgruppe Afrika (die aus den beiden genannten Armeen bestand).

### Kasserine-Pass

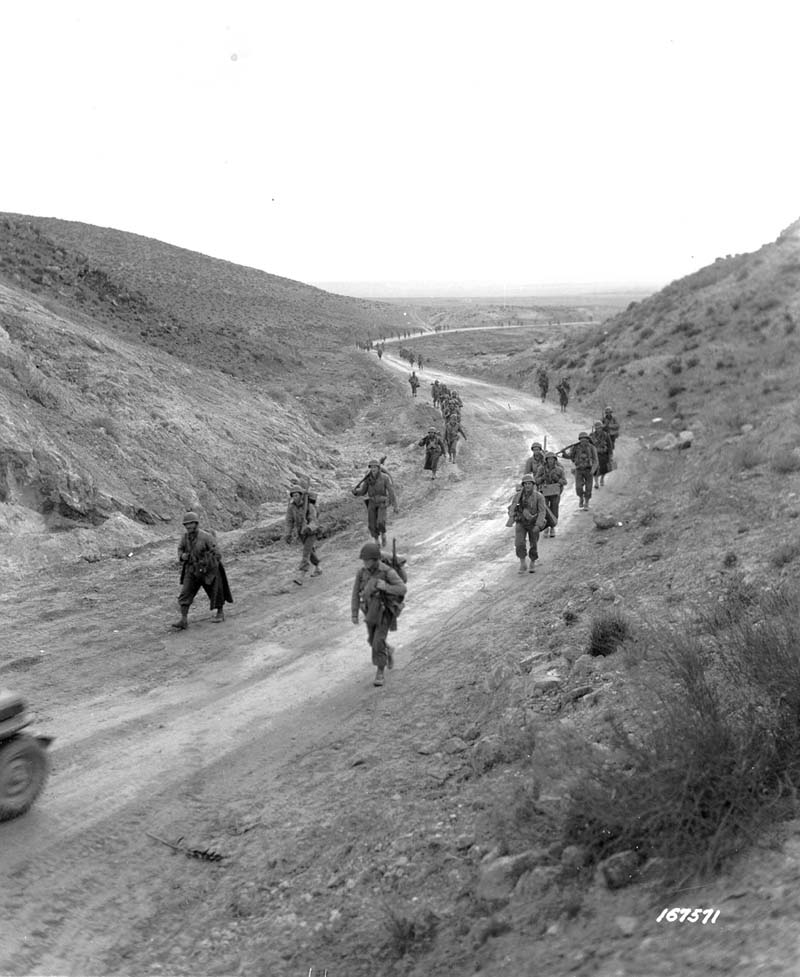
Amerikanische Truppen am Kasserine-Pass, Februar 1943

Als die britische 8. Armee ihren Vormarsch an der Mareth-Linie wegen Nachschubproblemen vorübergehend einstellte, griff Rommel seinerseits umgehend die alliierten Angriffsspitzen im Westen an. Nach Rommels Planungen sollte der Angriff an der Nahtstelle zwischen britischen und amerikanischen Verbänden durchgeführt werden, mit dem Ziel, über den Kasserinpass auf Tebessa vorzustoßen, um dann in der algerischen Ebene die alliierten Verbände zu umfassen, die die 5. Panzerarmee von Arnims bedrohten. Die 5. Panzerarmee sollte ihrerseits in Richtung Sidi Bouzid und Bir El Hafey vorstoßen („Unternehmen Frühlingswind“), die deutsch-italienische Panzerarmee auf Gafsa („Unternehmen Morgenluft“).
Am 14. Februar griffen die 10. und die 21. Panzer-Division Sidi Bouzid an und zerstörten dort innerhalb weniger Stunden etwa 50 US-Panzer. Ein Gegenangriff der amerikanischen 1. Panzerdivision scheiterte am folgenden Tag an deutschen 88-mm-Flugabwehrgeschützen und Panzerverbänden, wobei etwa 100 weitere US-Panzer vernichtet wurden und 1400 Amerikaner in Gefangenschaft gerieten. Am 20. Februar nahmen Verbände der 10. Panzer-Division und der Kampfgruppe Deutsches Afrikakorps sowie italienische Bersaglieri den Kasserinpass nach schweren Kämpfen ein. Das unzureichende Ineinandergreifen der Angriffe Rommels und von Arnims gab den Alliierten jedoch die Gelegenheit, sich von den Rückschlägen am Kasserine-Pass zu erholen und mit Verstärkungen einen Gegenangriff zu starten. Rommel musste sich in dieser Lage zurückziehen, um der völligen Vernichtung seiner Truppen zu entgehen. Am 25. Februar nahmen die Alliierten den Pass wieder ein. Bei diesen Kämpfen verloren die Alliierten über 10.000 Mann (6500 davon das II. US-Korps). Deutsche und Italiener verloren nur etwa 2000 Mann.

### Medenine und Mareth

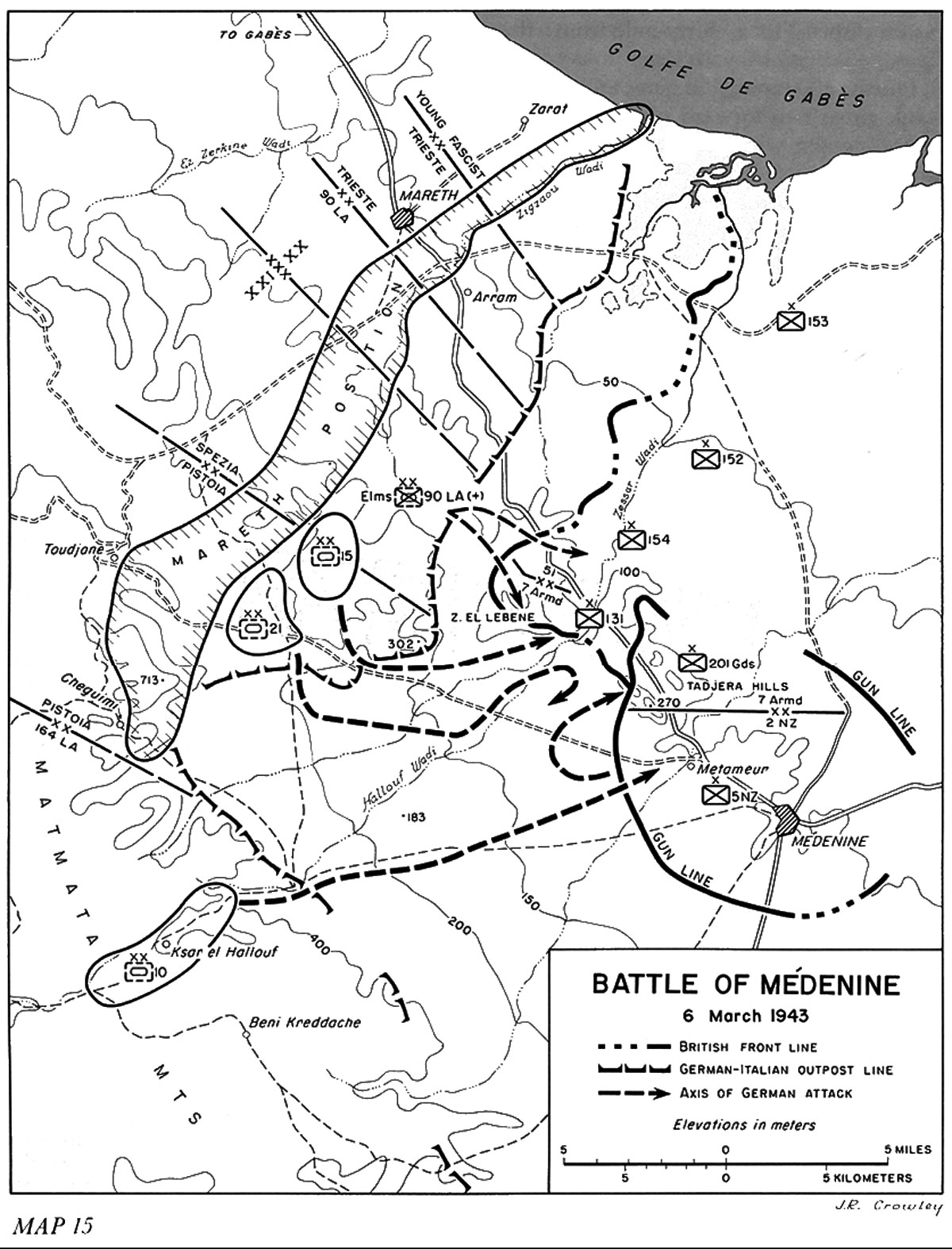
Schlacht von Médenine, 6. März 1943

Nach den Kämpfen am Kasserinpass konzentrierte sich Rommel wieder auf die Mareth-Linie. An dieser 35 Kilometer langen Verteidigungslinie zwischen den Matmata-Höhen und dem Meer standen Anfang März 1943 vier deutsche Divisionen (90. und 164. leichte Afrika-Division, 15. und 21. Panzer-Division, dazu die Fallschirmjägerbrigade Ramcke) und fünf italienische Divisionen (die Panzerdivisionen 131. „Centauro“ und 136. „Giovani Fascisti“, 101. motorisierte Division „Trieste“ sowie die Infanteriedivisionen 16. „Pistoia“ und 80. „La Spezia“). Mit der „Operation Capri“ sollten die Kräfte des britischen XXX. Korps zwischen Medenine und der Mareth-Linie vernichtet werden, bevor das X. Korps eingetroffen war. Diese Pläne waren jedoch den Briten dank Ultra genauestens bekannt.
Am 4. März schlug Rommel in einem ausführlichen Funkspruch an Hitler vor, die Frontlinie drastisch zu verkürzen und sich auf einen kleinen Brückenkopf um Tunis zurückzuziehen.
Am frühen Morgen des 6. März griffen drei deutsche Panzerdivisionen die britischen Stellungen an. Der geplante Vormarsch auf Medenine scheiterte aber an den von den Briten hier konzentrierten 400 Panzern und 500 Panzerabwehrkanonen. Nach elf Stunden hatte Rommel 50 seiner insgesamt 150 Panzer verloren und stellte den Angriff ein. Einige Tage danach fand man bei einem gefangenen britischen Unteroffizier eine Karte, auf der der geplante deutsche Angriff genau eingezeichnet war (Datumsangabe: 4. März; die Briten hatten die Verschlüsselungsmaschine Enigma geknackt). Rommel glaubte nun nicht mehr an die Möglichkeit eines Sieges.
Am 7. März erhielt Rommel vom Führerhauptquartier die kategorische Ablehnung seines Vorschlags vom 4. März; Hitler äußerte sich wütend. Darauf entschloss sich Rommel, nunmehr seine Kur anzutreten. Am 9. März flog Rommel von Sfax aus nach Deutschland (er betrat Afrika nicht wieder).
Rommel redete mit Hitler im Führerhauptquartier 'Klartext' (was sich damals nicht viele der Generäle trauten, unter anderem weil Hitler sie vor Dritten 'herunterputzte' und anschrie).
Am 9. März wurde Hans-Jürgen von Arnim zum Oberbefehlshaber der Heeresgruppe Afrika ernannt.
Am 15. März stand die italienische 1. Armee (Messe) in folgender Aufstellung an der Mareth-Linie:
- XX. Korps (Gen. Orlando)
  - 136. Panzerdivision „Giovani Fascisti“ (Gen. Sozzani)
  - 10. motorisierte Division „Trieste“ (Gen. La Ferla)
  - 90. Leichte Division (Gen. Sponeck)

- XXI. Korps (Gen. Berardi)
  - 80. Infanteriedivision „La Spezia“ (Gen. Pizzolato)
  - 16. Infanteriedivision „Pistoia“ (Gen. Falugi)
  - 164. leichte Division (Gen. Liebenstein)
  - Sahara-Verband (Gen. Mannerini)

Im Raum Gafsa befand sich die 131. Panzerdivision “Centauro” (Gen. Calvi di Bergolo).
Montgomerys 8. Armee bestand aus nachstehenden Verbänden:
- XXX. Korps (u. a. 50. Division)
- X. Korps (1. und 7. Panzerdivision)
- neuseeländisches Korps
- 8. Panzerbrigade
- französischer Verband des Generalmajors Leclerc

Im Südwesten stand das II. US-Korps des Generals George Patton, das auf Gafsa vorstoßen sollte.
Am 16. März griffen die Alliierten sowohl im Süden als auch im Westen an. Die Verbände der britischen 8. Armee versuchten an der Mareth-Linie beim Wadi Zig-Zaou einen Durchbruch. Obwohl 620 britische gegen nur 91 italienische Panzer zum Einsatz kamen, scheiterte der Angriff des britischen XXX. Korps am zähen italienischen Widerstand. Auch der Vormarsch von Pattons II. Korps biss sich zwölf Tage an der italienischen 131. Panzerdivision „Centauro“ fest, die bei diesen Kämpfen fast völlig aufgerieben wurde. Ein alliierter Versuch (neuseeländische, französische und amerikanische Verbände), die italienische 1. Armee von der 5. Panzerarmee zu trennen, scheiterte bei El Hamma unter schweren Verlusten.

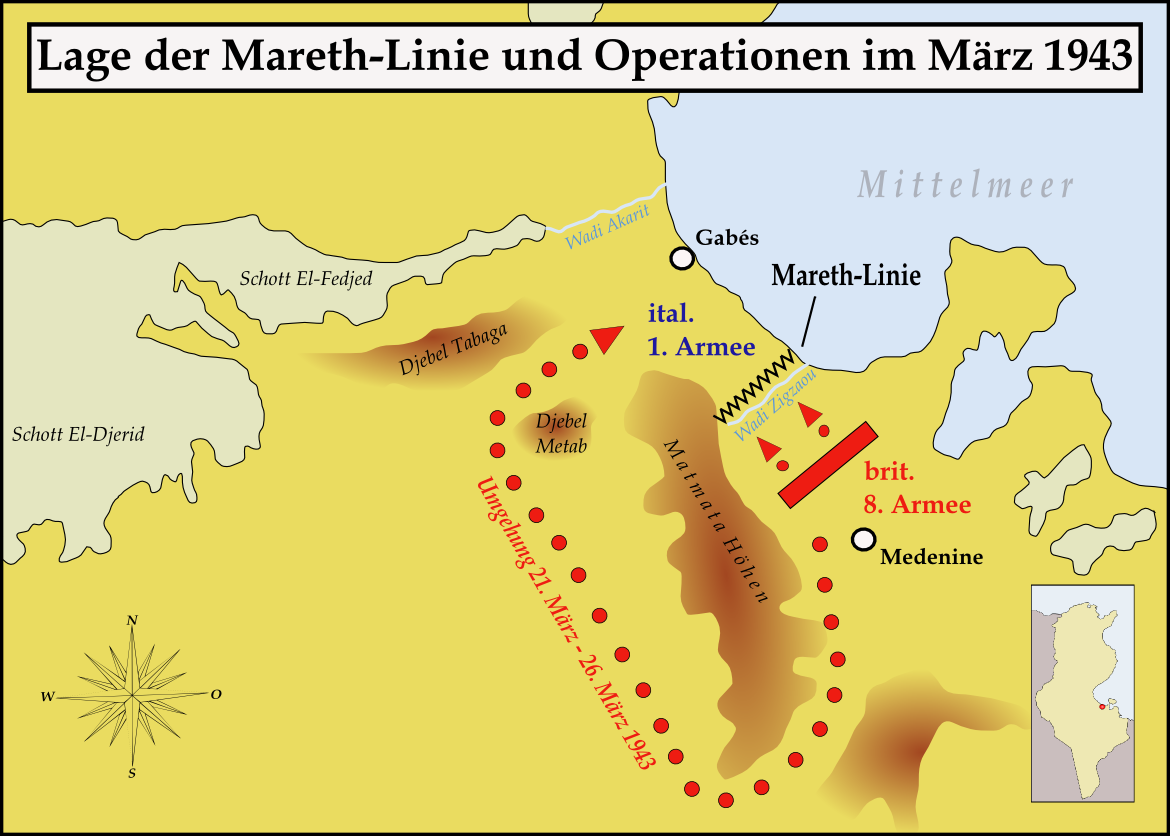
Umgehung der Mareth-Linie durch das britische X. Korps, 21. bis 26. März 1943

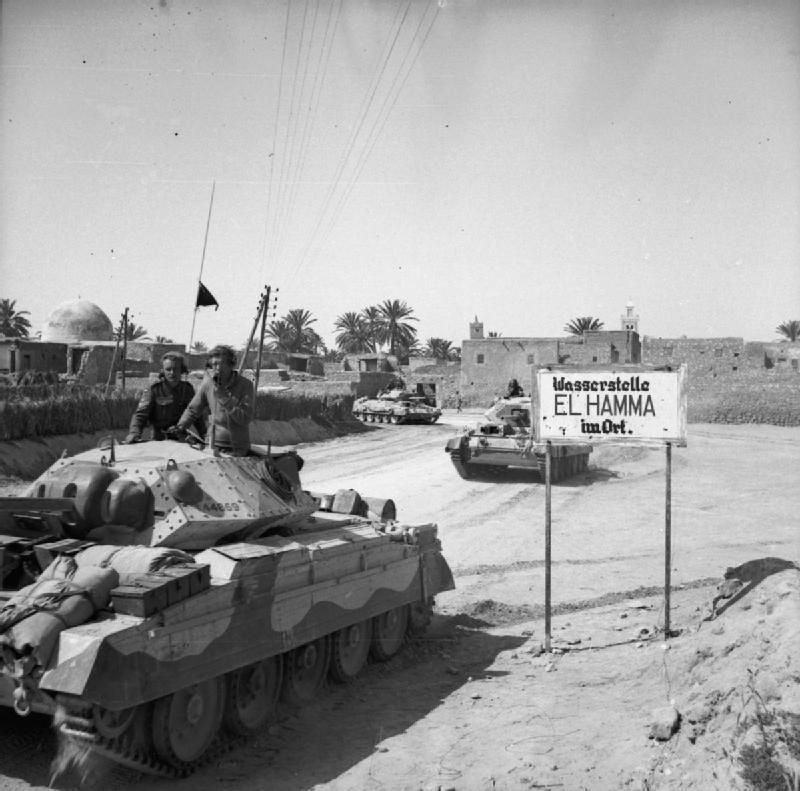
Crusader-Panzer in El Hamma, 29. März 1943

Die Briten nahmen die Mareth-Linie erst am 26. März 1943 ein, nachdem das britische X. Korps unter Brian Horrocks unter westlicher Umgehung der Matmata-Höhen in den Rücken der Mareth-Linie gelangt war und sich v. Arnim und Messe daher dazu entschlossen hatten, ihre Verbände auf die Akarit-Linie (15 km nördlich von Gabès) zurückzunehmen. Der Rückzug erfolgte unter schweren alliierten Bombardements. Mehrere Tausend Italiener gerieten dabei in Gefangenschaft, weil sie ohne Transportmittel zurückgelassen wurden.

### Akarit
Der alliierte Angriff auf die deutsch-italienischen Stellungen beim Wadi Akarit begannen in der Nacht vom 5. zum 6. April 1943 mit starkem Artilleriebeschuss durch drei britische Divisionen. Danach griff Montgomery mit 500 Panzern an, denen nurmehr etwa 20 Panzer der 15. Panzer-Division gegenüberstanden. Die schweren Kämpfe bei Akarit endeten mit beträchtlichen Verlusten auf beiden Seiten nach einem Tag. Der italienische Befehlshaber vor Ort, General Messe, fragte beim Oberbefehlshaber der Heeresgruppe Afrika, Generaloberst von Arnim, nach Verstärkungen an, da er ansonsten die Linien nicht würde halten können. Nachdem von Arnim eingeräumt hatte, dass keine Reserven mehr zur Verfügung stünden, gab er die Erlaubnis an Messe, dass dieser sich mit seinen Truppen auf die Verteidigungslinie Enfidaville-Mansour/Pont du Fahs zurückziehen dürfe. In der Folge löste sich die italienische 1. Armee am Abend des 6. April 1943 aus den Stellungen um Akarit und zog sich auf die 240 Kilometer nördlich gelegene Linie Enfidaville-Mansour zurück, wobei der Großteil der italienischen Soldaten die Distanz zu Fuß und in Eilmärschen zurücklegen musste. Von den etwa 24.000 italienischen und deutschen Soldaten, die bei Akarit gestanden hatten, erreichten rund 17.000 Mann die neue Stellungslinie. Die Ausfälle beliefen sich folglich auf rund 7.000 Mann, wobei der Großteil in Gefangenschaft geraten war. Die letzten Einheiten trafen am 11. April 1943 nahe Enfidaville-Mansour/Pont du Fahs ein. Die alliierten Verluste vor Akarit beliefen sich auf knapp 1.300 Mann und 32 Panzer.

### Enfidaville

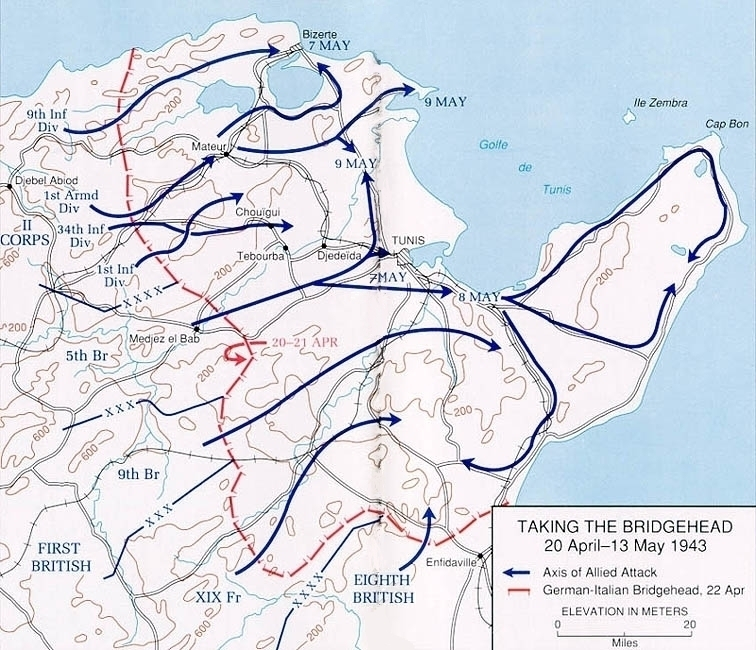
Endphase der Kämpfe von April bis Mai

Dieser deutsch-italienische Rückzug war am 13. April abgeschlossen. Die Verbände (Divisionen hatte inzwischen nur noch die Stärke von Brigaden oder Regimentern) standen entlang der nördlich von Enfidaville gelegenen Hügel, von denen der Garci und der Takrouna besondere Bedeutung hatten. Die 1. Armee bestand damals aus:
- XX. Korps
  - 90. Leichte Division
  - Division „Giovani Fascisti“
  - Division „Trieste“

- XXI. Korps
  - 16. Division „Pistoia“[6]
  - 164. leichte Afrika-Division

Die 15. Panzer-Division mit ihren verbliebenen 15 Panzern wurde zusammen mit den Resten der 131. Panzerdivision „Centauro“ in Reserve gehalten. Insgesamt standen den Achsentruppen zu diesem Zeitpunkt nur mehr 48 Panzer und etwa 300 Geschütze zur Verfügung.
Die Kämpfe bei Enfidaville begannen am 19. April wiederum mit einer massiven Artillerievorbereitung. Auf dem Takrouna (auch Höhe 141 genannt) wehrte das 1. Bataillon des 66. italienischen Infanterieregiments „Trieste“ zusammen mit Einheiten des deutschen Panzergrenadierregiments 47 mehrere Angriffe weit überlegener alliierter Verbände ab. Die bereits stark dezimierte 10. Panzerdivision konnte dabei zeitweise den Vormarsch von etwa 360 britischen Panzern zum Stehen bringen. Erst nach tagelangen verlustreichen Kämpfen und nachdem das britische IX. Korps (General John Crocker) einen etwa 13 Kilometer tiefen Einbruch in die deutsch-italienischen Stellungen hatte erzielen können, gelang es den Alliierten, diesen strategisch wichtigen Hügel einzunehmen. Im britischen Rundfunk rechtfertigte man damals die schweren Verluste damit, dass Italien auf dem Takrouna seine besten Soldaten eingesetzt habe. Am 22. April sowie am 27. und 29. April scheiterten alliierte Angriffe an der Küste an den Divisionen „Giovani Fascisti“ und „Trieste“, auf dem Gerbi an der Division „Pistoia“.

### Massicault
„Sir, pflichtgemäß erstatte ich Meldung, dass der Feldzug in Tunesien beendet ist. Jeder feindliche Widerstand hat aufgehört. Wir sind die Herren der Küsten Nordafrikas.“

„Die Frage, die noch vor einigen Wochen in der Welt diskutiert wurde, ob der Feldzug in Tunesien in einem Dünkirchen oder mit einem Stalingrad enden würde, ist heute überholt“

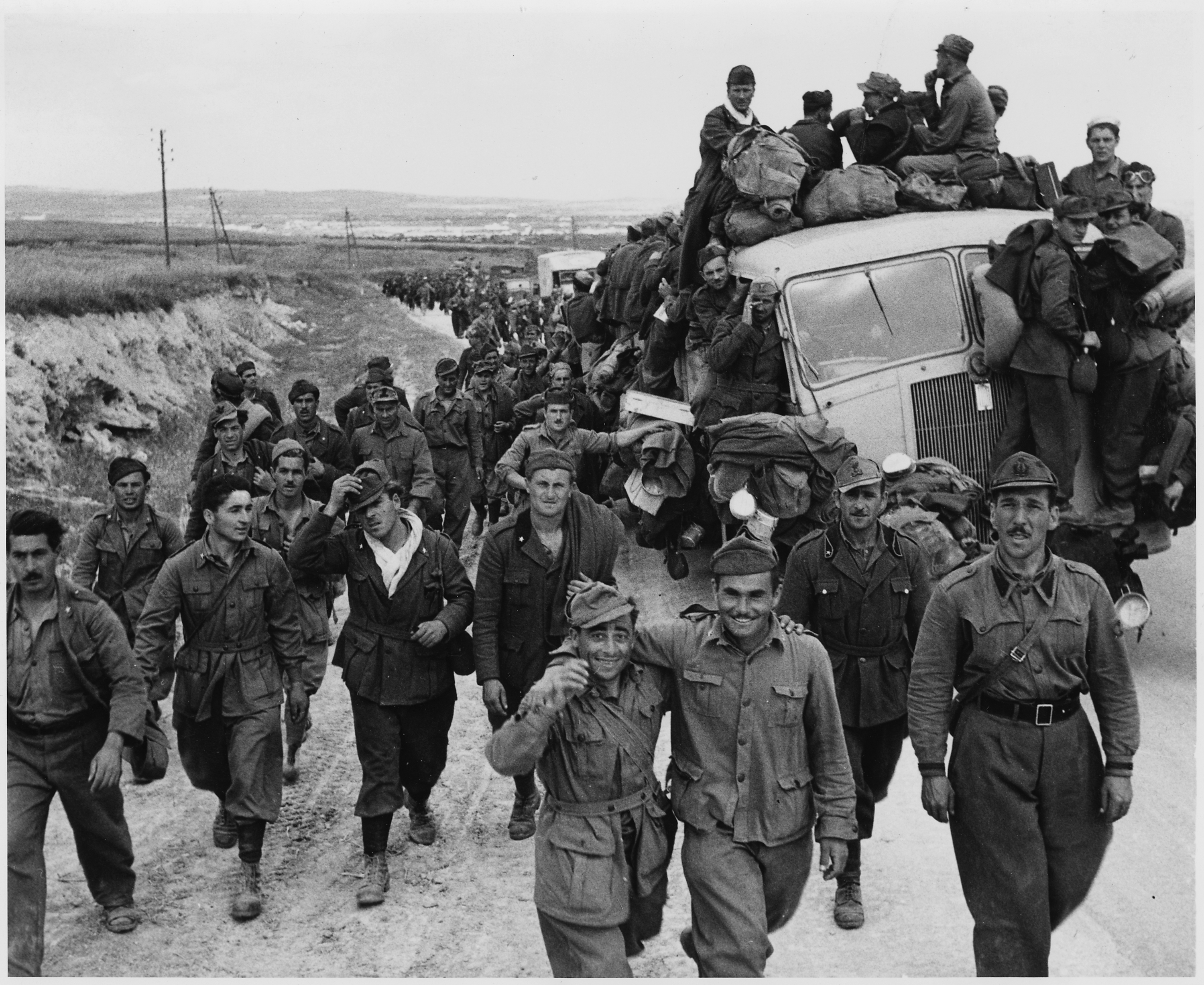
Italienische Kriegsgefangene bei Tunis

Im Nordwesten begann der Angriff der britischen 1. Armee am 22. April. Südlich von Goubellat griff das IX. Korps mit zwei Panzerdivisionen und einer Infanteriedivision an, weiter nördlich das V. Korps mit zwei Divisionen. Diese Verbände versuchten fünf Tage lang vergeblich, entlang des Medjerda-Flusses auf Massicault vorzustoßen. Zugleich eroberten die Alliierten andere Positionen, die sich bei späteren Kämpfen als sehr wichtig erwiesen. Südlich des britischen Sektors besetzte das französische XIX. Korps den Mt. Fkirine, etwas weiter nördlich arbeitete sich das II. Korps ab dem 23. April auf Mateur vor. Die weit überlegenen Amerikaner zwangen die deutschen Verbände nach und nach zum Rückzug. Der entscheidende Angriff erfolgte am 6. Mai. Das IX. Korps trug hierbei entlang der Straße Medjez-Tunis die Hauptlast. Am 6. Mai flogen die alliierten Luftstreitkräfte 2500 Einsätze, die stark geschwächten Luftstreitkräfte der Achsenmächte brachten es nur auf 60 Einsätze. Nachdem die beiden Panzerdivisionen des IX. Korps Massicault erreicht hatten, stießen sie sofort weiter in Richtung Tunis vor, um sich dann anschließend von Norden aus mit amerikanischen Kräften zu vereinigen, die in ihrem Abschnitt am 7. Mai ebenfalls durchgebrochen waren und unter anderem Bizerta erobert hatten. Durch diese Operationen wurden drei deutsche Divisionen eingekesselt; diese ergaben sich am 9. Mai.
Nachdem die alliierten Verbände Tunis und Bizerta eingenommen hatten, konnten sich Italiener und Deutsche nur noch auf Cap Bon und bei Enfidaville halten. Enfidaville wurde am 9. Mai auch von Norden aus angegriffen.
Am 12. Mai 1943 kapitulierten die Reste der 5. Panzerarmee. Am 13. Mai 1943 um 12:30 Uhr kapitulierte als letzter Großverband schließlich die italienische 1. Armee unter ihrem Oberbefehlshaber Feldmarschall Giovanni Messe. Er kam in alliierte Kriegsgefangenschaft. Von Arnim kam bis Mitte 1947 in das britische Generalslager Trent Park. 
Erst nach dieser Kapitulation erfuhr die deutsche Öffentlichkeit, dass Rommel Afrika bereits im März verlassen und (am 11. März) für seinen Einsatz in Afrika die Brillanten zum Ritterkreuz mit Eichenlaub und Schwertern erhalten hatte. Rommel war der erste Soldat des Heeres, der diese bis zum Kriegsende nur 27-mal verliehene Auszeichnung erhielt.

### Bewertung und Ausblick
Der amerikanische Historiker Williamson Murray schrieb 1995, Hitlers Entscheidung (gegen den Wunsch Rommels), Tunesien zu einem noch durchführbaren Zeitpunkt nicht zu räumen, sei einer seiner schlimmsten militärischen Fehler gewesen. 
Wie bei der Schlacht von Stalingrad wurden viele der besten Truppen der Wehrmacht in eine unhaltbare Position gebracht. Sogar erste Modelle der neuen Tiger-Panzer waren nach Tunesien transportiert worden. Abgeschnitten vom europäischen Kontinent, von den materiell und personell überlegenen Alliierten eingekreist, gab es aus dieser Situation für die Achsenmächte kein Entkommen, da die Alliierten die Luft- und Seeherrschaft vor der tunesischen Küste hatten. Die deutsche Luftwaffe erlitt wie in Stalingrad enorme Verluste beim undurchführbaren Versuch, die Heeresgruppe Afrika durch den Lufttransportführer Mittelmeer mit Nachschub über eine Luftbrücke (etwa mit Messerschmitt-Me-323-Transportflugzeugen) zu versorgen. Der Historiker David M. Glantz beziffert die Verluste der Achsenmächte während des Tunesienfeldzuges zwischen November 1942 und Mai 1943 mit 1045 abgeschossenen und ca. 600 von den Alliierten erbeuteten Flugzeugen. Joseph Goebbels schrieb, die Niederlage von Tunis sei auf derselben Skala wie jene von Stalingrad. Im 3. Reich sprach die Bevölkerung von einem „2. Stalingrad“ oder, im passenden Kontext, von „Tunisgrad“.
Den Alliierten hingegen stand nun der europäische Kontinent offen; am 10. Juli 1943 begannen sie die Invasion von Sizilien.
Am 20. Mai 1943 führten Abordnungen der britischen 1. und der britischen 8. sowie der US-amerikanischen Armee und der Forces françaises libres in Tunis eine Siegesparade durch, die von den Generälen Dwight D. Eisenhower, Alexander und Henri Giraud entgegengenommen wurde.

## Kriegsgräber in Tunesien
Alliierte:
- Medjez El Bab: 3.000 Gräber und Memorial für 1.959 Gefallene
- Massicault, bei Bordj El Amri, ca. 30 km von Tunis: 1.578 Gräber
- Französischer Militärfriedhof La Marsa-Gammarth, rund 1200 Gräber von Franzosen, Hilfstruppen und Pied-noirs[9]
- Sfax: 1.254 Gräber
- Tabarka
- Oued Zarga: 239 Gräber
- Beja: 396 Gräber
- Thibar: 99 Gräber
- Enfidaville: 1.551 Gräber
- Karthago: 2.841 Gräber von US-Amerikanern

Deutsche:
- Bordj Cedria: 8.562 Gefallene